# 平崎里奈
平崎 里奈（ひらさき りな、1994年9月27日 - ）は、日本のグラビアアイドル。埼玉県出身。ナインズプロモーション所属。

## 経歴・人物
2017年12月デビュー。
元々歌をやっていたが、周りに「グラビアやってみたら？」って言われ、そこからグラビアアイドルを調べ、グラビアアイドルに憧れ、自分もやりたいなと思ったのがデビューのきっかけ。
趣味は激辛・史跡めぐり・映画鑑賞。特技はピアノ（13年）・ダンス（11年）・歌（精密採点97点）。

## 出演

### テレビ
- 東京オーディション(仮)（2015年8月、TOKYO MX）
- 日本人の3割しか知らないこと くりぃむしちゅーのハナタカ!優越館（2017年8月、テレビ朝日） - 再現VTR
- ジョブチューン アノ職業のヒミツぶっちゃけます!（2018年1月、TBS） - 再現VTR
- 笑福亭鶴光のオールナイトニッポン.TV@J:COM（2018年5月、J:COM）
- 芸能人格付けチェック BASIC 春の3時間スペシャル（ABCテレビ/テレビ朝日系列、2021年3月30日） - アシスタント[4]
- ローモバチャレンジTV（2022年9月5日 - 、チバテレ） - チャレンジャー[5]

### インターネットテレビ
- スリルな夜!（2018年1月、AbemaTV）
- チャンスの時間（2019年6月、AbemaTV）

### ドラマ
- フリンジマン（2017年10月、テレビ東京）
- 仮面ライダーゼロワン（2020年3月、テレビ朝日） - コンパニオンヒューマギア 役

### ウェブドラマ
- 会社は学校じゃねぇんだよ（2018年4月、AbemaTV） - インフルエンサー 役

### 舞台
- ぴんすぽ!（2017年6月8日～2017年6月11日）[6]

### 音楽活動
- ぷっちゅーる (2016年2月～2016年12月)
- PHYVE (2018年6月～ )
- PHYVE デビューライブ - (2018年7月22日)

### 雑誌
- 週刊ヤングジャンプ プレゼントページ掲載 (2015年8月)
- ラジコンマガジン 2024年8月号（八重洲出版）[7]
- ラジコンオフロードカーをはじめよう！（八重洲出版、2024年発行）[8]

### Web
- グラ☆スタ！バンバン (2016年8月～ )

## 作品

### イメージビデオ
- ミルキー・グラマー（2018年12月31日、竹書房）
- Don’t Stop Love（2019年9月19日、ギルド）
- ひとひら（2022年1月26日、イーネット・フロンティア）